# Luke Paris
Luke Paris (11 novembre 1994) è un calciatore anguillano, difensore dell'Uxbridge e della nazionale anguillana.

## Biografia
Suo padre Alan è stato un calciatore professionista.

## Carriera

### Club
Ha giocato tra l'ottava e la decima divisione inglese.

### Nazionale
Nel 2019 ha esordito con la nazionale anguillana.

## Statistiche

### Cronologia presenze e reti in nazionale
| Cronologia completa delle presenze e delle reti in nazionale ― Anguilla | Cronologia completa delle presenze e delle reti in nazionale ― Anguilla | Cronologia completa delle presenze e delle reti in nazionale ― Anguilla | Cronologia completa delle presenze e delle reti in nazionale ― Anguilla | Cronologia completa delle presenze e delle reti in nazionale ― Anguilla | Cronologia completa delle presenze e delle reti in nazionale ― Anguilla | Cronologia completa delle presenze e delle reti in nazionale ― Anguilla | Cronologia completa delle presenze e delle reti in nazionale ― Anguilla |
| Data                                                                    | Città                                                                   | In casa                                                                 | Risultato                                                               | Ospiti                                                                  | Competizione                                                            | Reti                                                                    | Note                                                                    |
| ----------------------------------------------------------------------- | ----------------------------------------------------------------------- | ----------------------------------------------------------------------- | ----------------------------------------------------------------------- | ----------------------------------------------------------------------- | ----------------------------------------------------------------------- | ----------------------------------------------------------------------- | ----------------------------------------------------------------------- |
| 6-9-2019                                                                | Città del Guatemala                                                     | Guatemala                                                               | 10 – 0                                                                  | Anguilla                                                                | CONCACAF Nations League 2019-2020 - Fase a gironi                       | -                                                                       |                                                                         |
| 13-10-2019                                                              | The Valley                                                              | Anguilla                                                                | 0 – 5                                                                   | Guatemala                                                               | CONCACAF Nations League 2019-2020 - Fase a gironi                       | -                                                                       |                                                                         |
| 16-10-2019                                                              | The Valley                                                              | Anguilla                                                                | 2 – 3                                                                   | Porto Rico                                                              | CONCACAF Nations League 2019-2020 - Fase a gironi                       | -                                                                       |                                                                         |
| 10-11-2019                                                              | Couva                                                                   | Trinidad e Tobago                                                       | 15 – 0                                                                  | Anguilla                                                                | Amichevole                                                              | -                                                                       |                                                                         |
| 19-11-2019                                                              | Bayamón                                                                 | Porto Rico                                                              | 3 – 0                                                                   | Anguilla                                                                | CONCACAF Nations League 2019-2020 - Fase a gironi                       | -                                                                       |                                                                         |
| 21-3-2021                                                               | Fort Lauderdale                                                         | Anguilla                                                                | 0 – 0                                                                   | Isole Vergini Americane                                                 | Amichevole                                                              | -                                                                       |                                                                         |
| 27-3-2021                                                               | Fort Lauderdale                                                         | Anguilla                                                                | 0 – 6                                                                   | Rep. Dominicana                                                         | Qual. Mondiali 2022                                                     | -                                                                       |                                                                         |
| 31-3-2021                                                               | Santo Domingo                                                           | Barbados                                                                | 1 – 0                                                                   | Anguilla                                                                | Qual. Mondiali 2022                                                     | -                                                                       |                                                                         |
| 13-2-2022                                                               | Saint Martin                                                            | Saint-Martin                                                            | 1 – 2                                                                   | Anguilla                                                                | Amichevole                                                              | -                                                                       |                                                                         |
| 2-6-2022                                                                | The Valley                                                              | Anguilla                                                                | 0 – 0                                                                   | Dominica                                                                | CONCACAF Nations League 2022-2023 - Fase a gironi                       | -                                                                       |                                                                         |
| 5-6-2022                                                                | Basseterre                                                              | Dominica                                                                | 1 – 1                                                                   | Anguilla                                                                | CONCACAF Nations League 2022-2023 - Fase a gironi                       | -                                                                       | 26’                                                                     |
| 13-6-2022                                                               | Gros Islet                                                              | Saint Lucia                                                             | 2 – 0                                                                   | Anguilla                                                                | CONCACAF Nations League 2022-2023 - Fase a gironi                       | -                                                                       |                                                                         |
| 24-3-2023                                                               | The Valley                                                              | Anguilla                                                                | 1 – 2                                                                   | Saint Lucia                                                             | CONCACAF Nations League 2022-2023 - Fase a gironi                       | -                                                                       |                                                                         |
| 7-9-2023                                                                | The Valley                                                              | Anguilla                                                                | 0 – 6                                                                   | Saint-Martin                                                            | CONCACAF Nations League 2023-2024 - Fase a gironi                       | -                                                                       |                                                                         |
| 13-10-2023                                                              | Rincon                                                                  | Bonaire                                                                 | 2 – 0                                                                   | Anguilla                                                                | CONCACAF Nations League 2023-2024 - Fase a gironi                       | -                                                                       | Cap.                                                                    |
| 13-10-2023                                                              | Basseterre                                                              | Saint-Martin                                                            | 8 – 0                                                                   | Anguilla                                                                | CONCACAF Nations League 2023-2024 - Fase a gironi                       | -                                                                       | 56’                                                                     |
| 22-3-2024                                                               | The Valley                                                              | Anguilla                                                                | 0 – 0                                                                   | Turks e Caicos                                                          | Qual. Mondiali 2026                                                     | -                                                                       |                                                                         |
| 26-3-2024                                                               | Providenciales                                                          | Turks e Caicos                                                          | 1 – 1 dts (3 – 4 dtr)                                                   | Anguilla                                                                | Qual. Mondiali 2026                                                     | 1                                                                       |                                                                         |
| Totale                                                                  |                                                                         | Presenze                                                                | 18                                                                      |                                                                         | Reti                                                                    | 1                                                                       |                                                                         |